# Carlo Ancelotti
Carlo Ancelotti (* 10. června 1959, Reggiolo) je italský profesionální fotbalový trenér a bývalý profesionální fotbalista, který je od konce května 2025 trenérem národního týmu Brazílie. Je považován za jednoho z nejlepších a nejúspěšnějších fotbalových trenérů v historii. Je jediným trenérem, který dokázal vyhrát španělskou La Ligu, francouzskou Ligue 1, italskou Serii A, německou Bundesligu i anglickou Premier League.
Dříve hrál na pozici záložníka. V období 80. let nastupoval také za italskou reprezentaci, se kterou si zahrál na mistrovství Evropy 1988 a mistrovství světa 1990. Na obou turnajích získala Itálie bronzové medaile.
Během své trenérské kariéry získal pětkrát trofej pro vítěze Ligy mistrů UEFA (2002/03, 2006/07, 2013/14, 2021/22, 2023/24) a od té poslední, čtvrté, je v soutěži rekordmanem. Vyhrál domácí ligovou soutěž v Itálii (AC Milán), Anglii (Chelsea), Francii (PSG), Německu (Bayern Mnichov) a Španělsku (Real Madrid).
Dále vyhrál řadu domácích pohárů, domácích superpohárů, evropských pohárů a dvakrát zvítězil na mistrovství světa klubů se dvěma různými týmy (AC Milán, později Real Madrid).
Carlo Ancelotti je znám pro svůj klidný přístup a lidské jednání s hráči.
Kritiky je označován za „měkkého“, se silnou osou v AC Milán (Ševčenko, Kaká, Seedorf, Pirlo, Cafú, Nesta, Maldini) dokázal za osm let získat jen jeden ligový titul, jeden domácí pohár a jeden domácí superpohár.

## Hráčská kariéra

### Klubová

#### Parma
Mladý Carlo začal hrát fotbal ve svém rodném městě Reggiolo. V 16 letech nastoupil do akademie klubu z Parmy. Svůj první zápas odehrál v sezóně 1976/77. V následující sezoně již odehrál 21 utkání a vstřelil osm branek. V sezoně 1978/79 byl už součástí klubu. Jako trenér jej vedl Cesare Maldini, který vycítil Carlovi schopnosti záložníka, ale také jeho cit pro branky, a nasadil jej jako ofenzivního záložníka. Pomohl klubu postoupit do druhé ligy. To už jej sledoval velký klub z Říma. Po jednání se přestupová částka zastavila na 750 milionů lir.

#### Řím
V klubu AS Řím si jej přál trenér Nils Liedholm a ten se rozhodl přesunout Carla do zadní řady zálohy - defenzivní záložník. První utkání odehrál 16. září 1979 proti Milánu (0:0). V první sezoně v dresu Giallorossi získal trofej za vítězství v domácím poháru. V příštím ročníku si vítězství zopakoval. A navíc s klubem skončil na 2. místě v lize. Během sezóny 1981/82 se u něj začaly projevovat problémy s koleny. Za celou sezonu odehrál celkem 8 utkání. Nakonec nebyl vybrán do národního týmu pro MS 1982.
Sezona 1982/83 byla pro Carla výborná.[zdroj?] Uzdravil se ze zranění a pomohl klubu získat po 41 letech druhý titul v historii. V následující sezoně se v prosinci zranil a nezahrál si ve finále poháru PMEZ. V něm klub prohrál na penalty s Liverpoolem. S klubem získal domácí pohár.
V následující sezóně převzal klub nový trenér Sven-Göran Eriksson. Carlo se stal kapitánem a vůdcem záložní řady. V sezoně 1985/86 skončil s klubem na 2. místě v tabulce, ale opět slavil vítězství v domácím poháru. Poslední sezona za Giallorossi byla 1986/87. Klub skončil až na 7. místě v tabulce a prezident klubu Viola byl přesvědčen, že už z Carla „vymačkal“ to nejlepší, a tak jej nechal po osmi letech odejít. Za osm sezon odehrál celkem 227 utkání a vstřelil 17 branek. S Giallorossi získal titul a čtyři domácí poháry.

#### Milán
Nový trenér AC Milán Sacchi věřil, že hráč jako Carlo je důležitý pro klub Rossoneri. Přesvědčil klubového prezidenta Berlusconiho, aby Carla koupil a do AS Řím poslal částku 5,8 miliard lir.[zdroj?]
Okamžitě se prosadil a pomohl získat titul v sezoně 1987/88.
Sezona 1988/89 se Carlovi vydařila. V lize sice skončili Rossoneri na 3. místě, ale v poháru PMEZ slavili vítězství. Také pomáhá vyhrát první ročník italského superpoháru. V následující sezoně si oslavu zopakoval v poháru PMEZ. Navíc pomohl Rossoneri získat trofeje: evropský superpohár i interkontinentální pohár, a to 2krát po sobě.
V sezoně 1991/92 získal s klubem titul již s novým trenérem Capellem. Zdravotní problémy vedly po sezoně k Ancelottiho rozhodnutí ukončit hráčskou kariéru ve věku 33 let. V posledním utkání 17. května 1992 vstřelil dvě branky a pomohl k vítězství 4:0. Za pět sezon v dresu Rossoneri odehrál celkem 160 utkání a vstřelil 11 branek a získal celkem 8 trofejí.

### Reprezentační
Za národní tým Itálie nastoupil celkem do 26 utkání a vstřelil jednu branku. Zúčastnil se dvou turnajů MS (1986 a 1990) ale jen domácím turnaji 1990 si zahrál a získal bronzové medaile. Nastoupil i do turnaje ME 1988.
Jeho jediná branka byla vstřelená 6. ledna 1981, v zápase v kterém i debutoval proti Nizozemsku (1:1) na turnaji Mundialito. Zranění kolena mu brání v účasti na MS 1982.
V roce 1988 patří do týmu, který se pod vedením Viciniho dostal do semifinále ME 1988. Poslední utkání za reprezentaci odehrává 13. listopadu 1991 v kvalifikačním utkání na ME 1992 proti Norsku (1:1).

## Statistika

### Klubová
| Sezóna          | Klub            | Liga            | Liga   | Liga | Ligové poháry | Ligové poháry | Ligové poháry | Kontinentální poháry | Kontinentální poháry | Kontinentální poháry | Celkem | Celkem |
| Sezóna          | Klub            | Soutěž          | Zápasy | Góly | Soutěž        | Zápasy        | Góly          | Soutěž               | Zápasy               | Góly                 | Zápasy | Góly   |
| --------------- | --------------- | --------------- | ------ | ---- | ------------- | ------------- | ------------- | -------------------- | -------------------- | -------------------- | ------ | ------ |
| 1976/77         | Parma           | Serie C         | 1      | 0    | -             | 0             | 0             | -                    | 0                    | 0                    | 1      | 0      |
| 1977/78         | Parma           | Serie C         | 21     | 8    | -             | 0             | 0             | -                    | 0                    | 0                    | 21     | 8      |
| 1978/79         | Parma           | Serie C1        | 33     | 15   | -             | 0             | 0             | -                    | 0                    | 0                    | 33     | 5      |
| Celkem za Parmu | Celkem za Parmu | Celkem za Parmu | 55     | 13   | -             | 0             | 0             | -                    | 0                    | 0                    | 55     | 13     |
| 1979/80         | Řím             | Serie A         | 27     | 3    | IP            | 9             | 0             | -                    | 0                    | 0                    | 36     | 6      |
| 1980/81         | Řím             | Serie A         | 29     | 2    | IP            | 6             | 2             | PVP                  | 2                    | 1                    | 37     | 5      |
| 1981/82         | Řím             | Serie A         | 5      | 0    | IP            | 0             | 0             | PVP                  | 3                    | 1                    | 8      | 1      |
| 1982/83         | Řím             | Serie A         | 23     | 2    | IP            | 3             | 0             | PU                   | 6                    | 0                    | 32     | 2      |
| 1983/84         | Řím             | Serie A         | 9      | 0    | IP            | 5             | 0             | PMEZ                 | 4                    | 0                    | 18     | 0      |
| 1984/85         | Řím             | Serie A         | 22     | 3    | IP            | 2             | 0             | PVP                  | 3                    | 0                    | 27     | 3      |
| 1985/86         | Řím             | Serie A         | 29     | 0    | IP            | 4             | 0             | -                    | 0                    | 0                    | 33     | 0      |
| 1986/87         | Řím             | Serie A         | 27     | 2    | IP            | 7             | 1             | PVP                  | 2                    | 0                    | 36     | 3      |
| Celkem za Řím   | Celkem za Řím   | Celkem za Řím   | 171    | 12   | -             | 36            | 3             | -                    | 20                   | 2                    | 227    | 17     |
| 1987/88         | Milán           | Serie A         | 27     | 2    | IP            | 7             | 0             | PU                   | 4                    | 0                    | 38     | 2      |
| 1988/89         | Milán           | Serie A         | 28     | 2    | IP+IS         | 2+1           | 0             | PMEZ                 | 7                    | 1                    | 38     | 3      |
| 1989/90         | Milán           | Serie A         | 24     | 3    | IP            | 4             | 0             | PMEZ+ES+IP           | 6+0+1                | 0                    | 35     | 3      |
| 1990/91         | Milán           | Serie A         | 21     | 1    | IP            | 4             | 0             | PMEZ+ES+IP           | 4+2+0                | 0                    | 31     | 1      |
| 1991/92         | Milán           | Serie A         | 12     | 2    | IP            | 6             | 0             | -                    | 0                    | 0                    | 18     | 2      |
| Celkem za Milán | Celkem za Milán | Celkem za Milán | 112    | 10   | -             | 24            | 0             | -                    | 24                   | 1                    | 160    | 11     |
| Celkově         | Celkově         | Celkově         | 338    | 35   | -             | 60            | 3             | -                    | 44                   | 3                    | 442    | 41     |

### Reprezentační

#### Statistika na velkých turnajích
| Reprezentace | Rok     | Zápasy              | Zápasy | Zápasy    | Zápasy           | Zápasy           | Zápasy   |
| Reprezentace | Rok     | Fáze turnaje        | Datum  | Soupeř    | Odehraných minut | Vstřelené branky | Výsledek |
| ------------ | ------- | ------------------- | ------ | --------- | ---------------- | ---------------- | -------- |
| Itálie       | ME 1988 | 1. zápas ve skupině | 10. 6. | NSR       | 90               | 0                | 1:1      |
| Itálie       | ME 1988 | 2. zápas ve skupině | 14. 6. | Španělsko | 90               | 0                | 1:0      |
| Itálie       | ME 1988 | 3. zápas ve skupině | 17. 6. | Dánsko    | 90               | 0                | 2:0      |
| Itálie       | ME 1988 | Semifinále          | 22. 6. | SSSR      | 90               | 0                | 0:2      |
| Itálie       | MS 1990 | 1. zápas ve skupině | 9. 6.  | Rakousko  | 45               | 0                | 1:0      |
| Itálie       | MS 1990 | Čtvrtfinále         | 30. 6. | Irsko     | 26               | 0                | 1:0      |
| Itálie       | MS 1990 | O 3. místo          | 7. 7.  | Anglie    | 90               | 0                | 2:1      |

#### Reprezentační branka
| Gól | Datum      | Stadion                                 | Soupeř     | Skóre | Výsledek | Soutěž     |
| --- | ---------- | --------------------------------------- | ---------- | ----- | -------- | ---------- |
| 010 | 6. 1. 1981 | Estadio Centenario, Montevideo, Uruguay | Nizozemsko | 0:1   | 1:1      | Mundialito |

## Úspěchy

### Klubové

#### Národní
- vítěz Italské ligy (3x)

Řím: 1982/83

Milán: 1987/88, 1991/92
- vítěz Italského poháru (4x)

Řím: 1979/80, 1980/81, 1983/84, 1985/86
- vítěz Italského superpoháru (1x)

Milán: 1988

#### Kontinentální
- vítěz Poháru PMEZ (2x)

Milán: 1988/89, 1989/90
- vítěz Superpoháru UEFA (2x)

Milán: 1989, 1990
- vítěz Interkontinentálního poháru (2x)

Milán: 1989, 1990

### Reprezentační
- 2× na MS (1986, 1990 - bronz)
- 1× na ME (1988 - bronz)
- 1× na ME U21 (1980)

### Vyznamenání
Řád zásluh o Italskou republiku (30. 9. 1991) z podnětu Prezidenta Itálie
 Řád italské hvězdy (6. 2. 2014)

## Trenérská kariéra
Začínal s týmem Reggiana poblíž jeho rodného města, a hned ve svém prvním roce ho dovedl do Serie A. To přilákalo pozornost Parmy, klubu, kde Ancelotti s fotbalem začínal. Vytáhl Parmu na druhé místo, její nejlepší ligové umístění v historii.
V následující sezóně se tým propadl na šesté místo a "Carletto" byl poněkud překvapivě vyhozen. Všimli si toho v Juventusu a Ancelottiho angažovali i přesto, že dříve dlouho hrával za konkurenční AS Řím a AC Milán.
Během dvou let v Juve dvakrát skončil v lize druhý, jednou o bod, podruhé o dva. Do týmu přivedl Zambrottu nebo Van der Sara a mužstvo postavené okolo Zidana, Inzaghiho nebo Del Piera mělo k titulu blízko. Jenže blízko vedení Juventusu nestačilo a proto se vrátil Marcello Lippi – muž, kterého Carlo ve vedení Staré dámy předtím nahradil.

### AC Milán (2001–2009)
V listopadu 2001 se ve 42 letech stal trenérem AC Milán, ve kterém dříve jako hráč působil.
Sezónu 2001/02 zakončil na čtvrtém místě o bod před Chievem Verona a zajistil tak předkolo Ligy mistrů.
Praktikování defenzivního fotbalu jej dostalo pod palbu kritiky klubového majitele a prezidenta Silvia Berlusconiho.
V jeho druhé sezóně se začala projevovat spolupráce útočné dvojice Inzaghi–Ševčenko, která tým vynesla do finále Ligy mistrů proti Juventusu.
Ševčenkův gól ve finále sice nebyl rozhodčím uznán, ale když po prodlouženém utkání došlo na penaltový rozstřel, tu rozhodující proměnil právě Ševčenko.
Ancelotti se tak může chlubit tím, že jako jeden ze sedmi mužů získal trofej pro vítěze Champions League/PMEZ jako hráč i trenér
V následující ligové sezóně proměnil Carletto svůj tým v mašinu na vítězství, titul byl získán s pohodlným náskokem jedenácti bodů.
Ofenzivní záložník Andrea Pirlo se přesunul do pozice před obránci, aby začal plnit roli tvůrce hry v hloubi pole. Výše pak hráli další záložníci jako Clarence Seedorf, Rivaldo nebo Rui Costa.
V taktickém ohledu přešel k rozestavení 4–2–3–1 nebo 4–3–2–1.
Útok se dokázal vyrovnat se zraněním Inzaghiho, Ševčenko se stal s 24 góly nejlepším střelce v italské lize.
Cesta za obhajobou Ligy mistrů vypadala po domácím čtvrtfinále proti Deportivu La Coruña nadějně – na San Siru milánský klub vyhrál 4:1 vstřelením čtyř gólů během osmi minut.
Na galicijském stadionu Riazor ale během prvního poločasu jeho tým prohrával 0:3 a během druhého ještě jeden inkasoval. Namísto postupu tak přišlo neočekávané vyřazení. Bylo to poprvé, kdy byl tým v Lize mistrů vyřazen poté, co si v úvodním utkání vybudoval třígólový náskok.
Ve finále Ligy mistrů v ročníku 2004/05 se střetl s Liverpoolem a přes poločasové vedení 3:0 jeho tým nakonec ve finále neuspěl, nakonec totiž padl v penaltovém rozstřelu.
Konkurenční suverénní Juventus Turín ve dvou po sobě jdoucích sezónách 2004/05 a 2005/06 vybojoval Scudetto (italský mistrovský titul). AC Milán skončil až druhý se ztrátou 7, respektive 3 bodů. Úplatkářská aféra Calciopoli ale Juventus o oba tituly připravila. Trest neminul ani milánský celek, kterému bylo v sezónách 2005/06 a 2006/07 odebráno 30, respektive 8 bodů.
S odchodem Ševčenka do Chelsea v roce 2006 se Ancelotti uchýlil k rozestavení 4–3–2–1 s ojedinělým Inzaghim na hrotu, poté co zklamali zranění Ronaldo a Gilardino. Ofenzivní podporu pak měli na starost Seedorf a Kaká.
Sezóna 2006/07 byla navzdory zraněním (Nesta) úspěšnou na evropské frontě.
Po vyřazení CZ Bělehrad v předkole byl klub nalosován do jedné ze snazších skupin Ligy mistrů.
Milánští si poradili s konkurenty v podobách Anderlechtu, Lille a AEK Athény a postoupili do další fáze a v osmifinále čekal skotský Celtic. Po remíze 0:0 ve Skotsku se stejný výsledek opakoval na San Siru a utkání dospělo k prodloužení. To po průniku rozhodl jediným gólem Kaká.
Čtvrtfinále proti Bayernu Mnichov skončilo remízou 2:2. Ovšem v Mnichově se podařilo vyhrát 2:0 zásluhou gólového střelce i asistenta Seedorfa. Protagonistou semifinále s Manchesterem United se stal opět Kaká. Ancelottiho svěřenci zareagovali na venkovní prohru 2:3 domácí výhrou 3:0 a putovali do „reprízy“ finále proti Liverpoolu. Finále se odehrálo na Olympijském stadionu v Athénách a rozhodl jej dvougólový Inzaghi. Liverpool v závěru stačil jen zkorigovat na 2:1.
Ancelotti již podruhé triumfoval v nejprestižnější evropské soutěži.

### Chelsea (2009–2011)

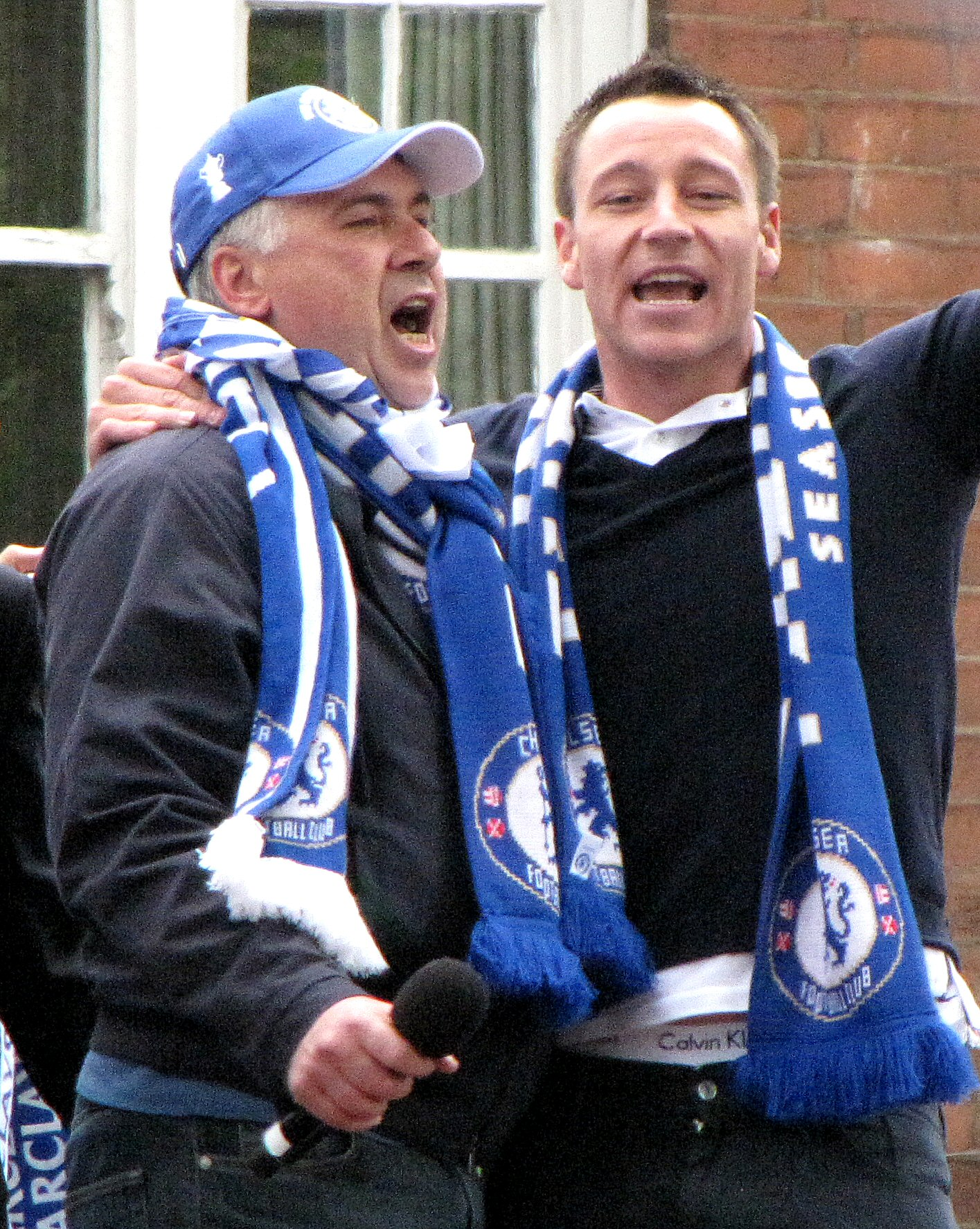
Ancelotti a obránce John Terry slavící anglický titul

V roce 2009 dne 1. června se stal oficiálně trenérem anglické Chelsea a s londýnským klubem Romana Abramoviče podepsal tříletou smlouvu. Ancelottiho ambicí bylo vyzkoušet si Premier League, navzdory jeho deficitní angličtině.
Ancelotti převzal mužstvo opírající se o hráče jako Didier Drogba, Nicolas Anelka (oba útok), Michael Ballack a Frank Lampard (oba záloha), kteří však byli zároveň třicátníky. Chelsea posílila odkoupením 25letého ruského záložníka či obránce Jurije Žirkova z CSKA Moskva.
V úspěšné přípravě na další sezónu začal využívat tzv. diamantové rozestavení 4–4–2. V něm mohl do středu pole začlenit vedle Lamparda a Ballacka také Deca, Essiena nebo Obi Mikela. Taktika spoléhala také na aktivitu krajních obránců Ashleyho Colea a Josého Bosingwy.
V útoku se Ancelotti rozhodl vsadit na dvojici Drogba–Anelka, přičemž v soubojích silnější Drogba operoval více vpředu a rychlejší Anelka za ním.
Začátek sezóny v podobě utkání o Community Shield se vyvedl, jeho svěřenci dokázali v penaltovém rozstřelu uspět proti Manchesteru United trenéra Fergusona.
Již v úvodní sezóně 2009/10 se mu podařilo anglickou Premier League opanovat, navrch přidal triumf v poháru FA. Zejména jízda v Premier League, během které dvakrát porazil všechny týmy "velké čtyřky", byla úžasná.[zdroj?]
Neuspěl jen v Lize mistrů, kde se jeho tým musel už v osmifinále sklonit před pozdějším vítězem Interem Milán.
V následující sezóně nedokázal tyto úspěchy zopakovat a skončil na 2. místě v Premier League. Následně byl odvolán z funkce.

### Paris Saint-Germain (2012–2013)

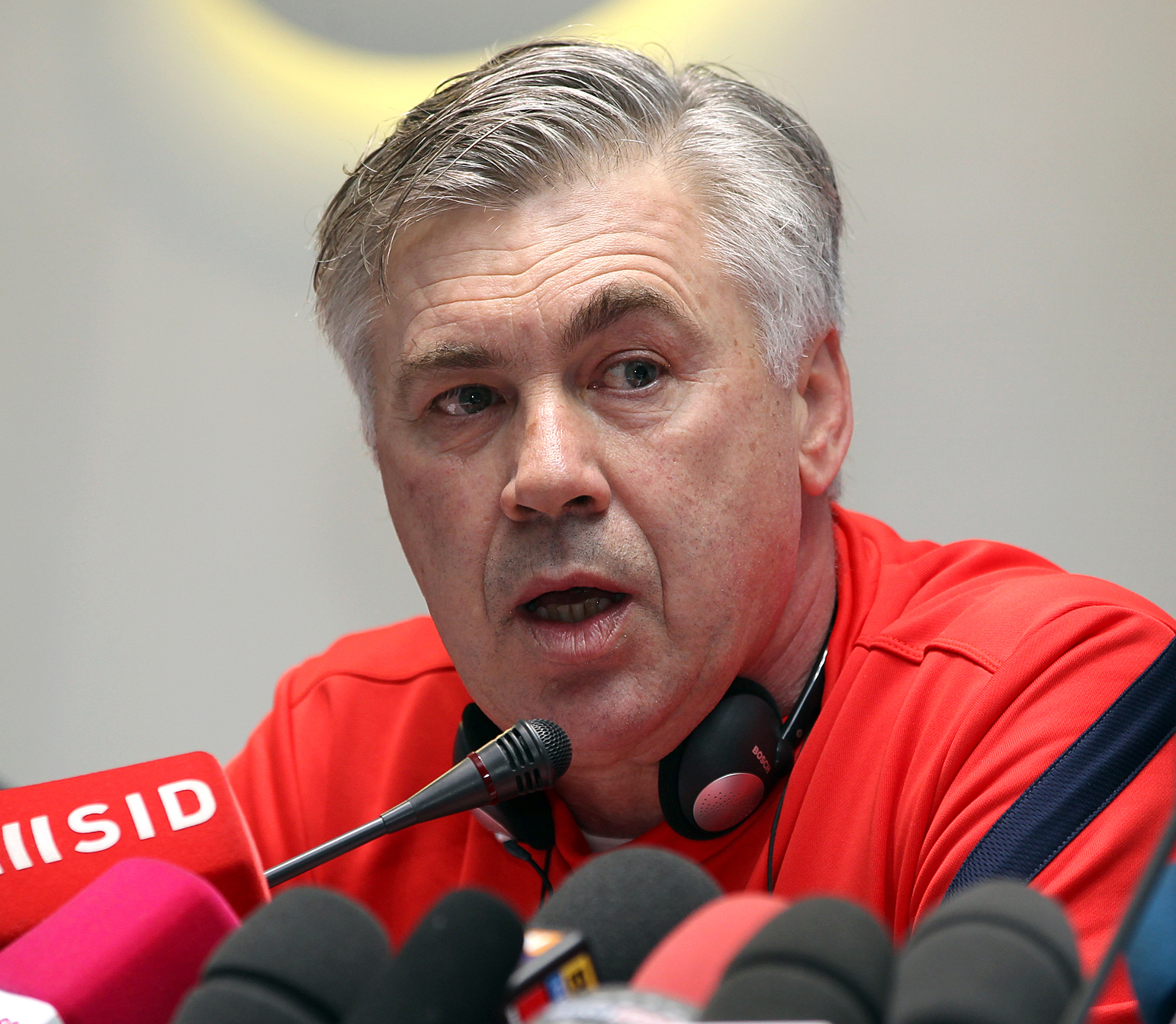
Carlo Ancelotti na tiskové konferenci v Dauhá v lednu 2012

Koncem prosince 2011 byl jmenován do funkce trenéra francouzského týmu Paris Saint-Germain několik hodin poté, co byl vyhozen Antoine Kombouaré.
Stal se druhým nejlépe placeným fotbalovým trenérem po José Mourinhovi, jeho mzda v Paříži činila 13,5 milionu eur ročně.
Do PSG si s sebou přivedl také svého asistenta Paula Clementa, jehož služby využíval již v Chelsea.
Pařížský „projekt“ financovaný katarskou společností Qatar Sports Investments si od nákupu klubu v létě 2011 kladl jen ty nejvyšší cíle. V polovině ledna prožil vítěznou premiéru na lavičce PSG v ligovém zápase s Toulouse, díky brance Nenêho a další brance rekordní posily Javiera Pastoreho, kterého klub koupil hned v létě 2011. Večerní výhra 2:0 na stadionu Parc des Princes ponechala Paříži první místo v tabulce před dotírajícím Montpellierem.
Ancelotti do sestavy zakomponoval nově příchozího levého obránce Maxwella, který pod ním odehrál 14 z 19 zápasů jarního pokračování Ligue 1.
Titul ale nakonec získal Montpellier.
Do další sezóny tým vkročil již se zvučnými posilami (Zlatan Ibrahimović, Thiago Silva a další). Ancelottiho tým získal jistotu titulu vítězstvím 1:0 nad Lyonem na jeho půdě ve 36. kole, se dvěma zápasy navíc „k dobru“. O jediný gól se postaral útočník Jérémy Ménez.
Pro PSG to byl v pořadí třetí titul v historii a vůbec první od roku 1994.
V Lize mistrů dokráčel s PSG až do čtvrtfinále, kde jeho svěřenci vypadli až po dvou remízách s FC Barcelona.

### Real Madrid (2013–2015)
V červnu 2013 převzal Real Madrid, kde nahradil José Mourinha, který se vrátil zpátky do londýnské Chelsea.
Podepsal smlouvu na tři roky.
Zinédine Zidane a Paul Clement mu měli trenérsky asistovat.
Na rozdíl od svého předchůdce se Ancelotti rozhodl hru zpomalit a více držet míč, k čemuž přišla vhod posila v podobě 21letého tvořivého Isca. Mladého Španěla odkoupil Real za částku 27 milionů eur den po Ancelottiho příchodu. Italský trenér zahájil své madridské angažmá ligovou výhrou 2:1 nad Betisem dne 18. srpna, během níž se v brankovišti prezentoval Diego López namísto dlouholeté jedničky Ikera Casillase. Novým cílem se stalo zapracování křídelníka Garetha Balea do sestavy – Velšan se stal nejdražším přestupem, klub za něho zaplatil 100 milionů eur. Ancelotti se zprvu uchýlil k rozestavení 4–2–3–1 s Iscem jako „desítkou“, za nímž mohli nastoupit rovněž technicky zdatní Xabi Alonso či Luka Modrić, případně fyzičtí hráči Casemiro a Sami Khedira. Postupem času a nejen vlivem zranění Khediry přešel k rozestavení 4–3–3 s křídelníkem Ángelem Di Maríou na levém kraji zálohy. Tento tah byl úspěšný a Di María vnesl do záložní řady potřebnou energii, motivován úsilím dostat se do základní sestavy, kterou mu svým příchodem sebral Bale. První trofej Ancelotti vybojoval 16. dubna 2014, když ve finále národního poháru Copa del Rey vyzrál na Barcelonu i bez zraněného Cristiana Ronalda a vyhrál 2:1.
Na konci dubna Real „zdemoloval“ Bayern Mnichov v semifinálovém dvojzápase Ligy mistrů 5:0 (1:0 doma a 4:0 venku) a prvně od roku 2002 dokráčel do finále. Pronásledování dua Atlético Madrid—Barcelona v čele tabulky však po semifinále inkasovalo ránu, když Real dvakrát remizoval s Valencií a Valladolidem a mistrovský titul získal jeho městský rival. V lisabonském finále 24. května zvítězil Real nad Atlétikem 4:1 v prodloužení a podesáté (La Décima) vybojoval trofej Ligy mistrů/Poháru mistrů evropských zemí. Sám Ancelotti se stal druhým trenérem po Bobovi Paisleym, kterému se zdařilo tuto evropskou soutěž třikrát vyhrát.
V sezóně 2014/15 nezískal s Realem žádnou velkou trofej a v květnu 2015 byl z funkce odvolán.

### Bayern Mnichov (2016–2017)

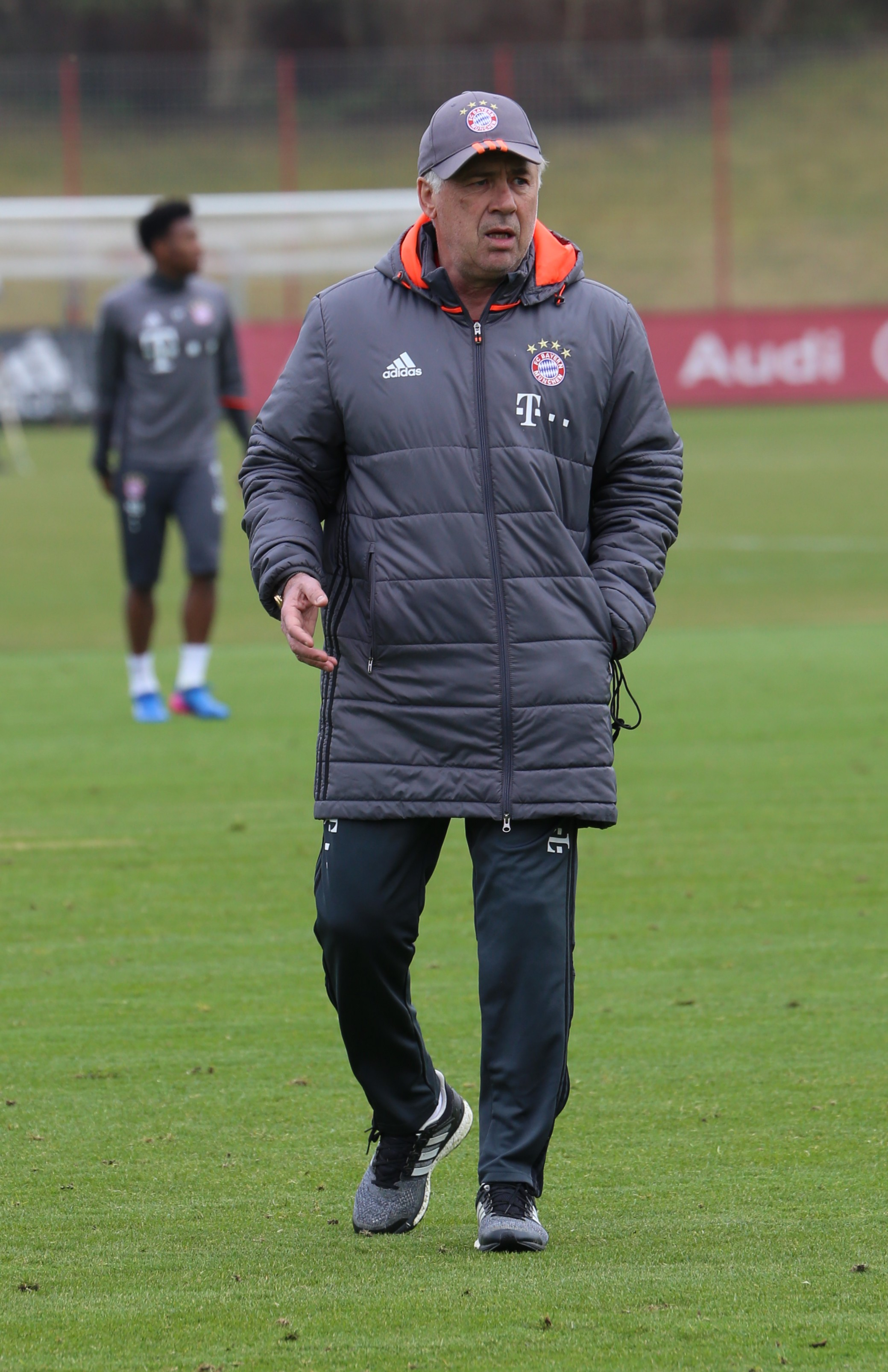
Carlo Ancelotti na tréninku fotbalistů Bayernu Mnichov v březnu roku 2017

Po červnovém vyhazovu z Realu Madrid byl Carlo Ancelotti jednu celou sezónu bez angažmá. Generální manažer Bayernu Mnichov Karl-Heinz Rummenigge 20. prosince 2015 oznámil Ancelottiho příchod po sezóně 2015/16, vystřídat měl Španěla Pepa Guardiolu. Ancelotti obdržel smlouvu na tři roky.
První trénink vedl 11. července 2016, ten den rovněž prvně čelil otázkám médií jako trenér mnichovského týmu.
První zápas odtrénoval 16. července, předsezónní střet s SV Lippstadt 08 dopadl výhrou 4:3.
Bavorskou štaci zahájil triumfem v německém superpoháru s Borussií Dortmund dne 14. srpna, jeho svěřenci zvítězili výsledkem 2:0.
Úvodní zápas začínající ligové sezóny proti Werderu Brémy skončil dne 26. srpna vítězně 6:0.
Ancelotti s Bayernem pátý ligový titul v řadě a 27. titul celkem, o čemž 29. dubna 2017 rozhodla výhra 6:0 nad Wolfsburgem. V minulosti se žádnému německému týmu série pěti titulů mistra nezdařila.
Ve stejné době ovšem neuspěl ve čtvrtfinále v Lize mistrů, kde hráči Bayernu Mnichov podlehli Realu Madrid napříč dvojzápasem, také vlivem nezdařilého rozhodování ze strany rozhodčích.
Ambice získat tzv. double zlomila semifinálová porážka 2:3 v německém DFB-Pokalu s Borussií Dortmund také na konci dubna.
Nová sezóna započala 5. srpna 2017 dalším superpohárovým střetnutím s Borussií Dortmund, které tentokráte rozhodl až penaltový rozstřel. V něm uspěli hráči Bayernu Mnichov poměrem 5:4, poté co základní hrací doba a prodloužení přinesly nerozhodnuté skóre 2:2.
Nicméně, 28. září 2017 byl Ancelotti na vlastní žádost propuštěn, a to z důvodu porážky 3:0 s Paris Saint-Germain. Jednalo se o nejhorší porážku bavorského klubu v základních skupinách Ligy mistrů.

### Neapol (2018–2019)
Dne 23. května 2018 byl Ancelotti oficiálně jmenován hlavním trenérem SSC Neapol.
Šlo o jeho první italské angažmá od roku 2009, kdy opustil AC Milán. Ancelotti a klubový předseda Aurelio De Laurentiis se domluvili na tříletém kontraktu. Na úvod jeho svěřenci vybojovali domácí ligovou výhru 2:1 nad Laziem Řím, přestože po gólu Immobileho prohrávali.
Neapolští útočníci Arkadiusz Milik a Lorenzo Insigne ale utkání otočili.
V ročníku 2018/19 s týmem vybojoval druhé místo v Serii A. Na podzim 2018 bojoval ve skupině Ligy mistrů o postup do osmifinále, ale nakonec postoupil anglický Liverpool (později vítěz LM) kvůli lepší gólové bilanci.
V průběhu sezóny 2019/20 byl odvolán, navzdory prosincové domácí výhře 4:0 v Lize mistrů nad belgickým Genkem zajišťující jarní osmifinále.
Důvodem byly především špatné ligové výsledky.

### Everton (2019–2021)
Koncem roku 2019 převzal anglický klub Everton.
Na úvod jej čekala zkouška v podobě duelu na Goodison Park proti Burnley v rámci Premier League. Everton doma zvítězil 1:0 gólem Dominica Calvert-Lewina. Ancelotti využil rozestavení 4–4–2 a na závěr zápasu vyslal jako žolíka mladého útočníka Keana.
Začátkem nového roku jeho svěřenci utrpěli v rámci 3. kola FA Cupu porážku 0:1 od městského rivala v podobě Liverpoolu. Porážku umocnil fakt, že soupeř nasadil převážně mladíky. Ancelotti následně přiznal, že po zápase měl s hráči v kabině ostrý střet.

### Návrat k Realu Madrid (2021–dnes)
Začátkem června 2021 se po šesti letech vrátil do role trenéra Realu Madrid. S klubem podepsal tříletou smlouvu. Dne 19. září 2021 dosáhl Ancelotti hranice 800 odtrénovaných ligových zápasů v nejvyšších evropských ligách. Po stabilní sezóně v La Lize si Ancelottiho tým zajistil titul 30. dubna 2022 po výhře 4:0 proti RCD Espanyol se čtyřmi zápasy k dobru a stal se prvním manažerem, který vyhrál všech 5 nejlepších evropských lig.
Popáté v kariéře dosáhl finále Ligy mistrů, když v jejím finále 28. května 2022 čelil v Paříži na stadionu Park princů Liverpoolu. Navzdory soupeřově tlaku zejména v prvním poločase vyhrál Real Madrid díky gólu Viníciuse 1:0 a získal v soutěži 14. trofej.

## Trenérská statistika
| Sezóna                | Klub                  | Liga                  | Liga   | Liga  | Liga   | Liga   | Liga                        | Ligové poháry | Ligové poháry | Ligové poháry | Ligové poháry | Ligové poháry | Ligové poháry | Kontinentální poháry | Kontinentální poháry | Kontinentální poháry | Kontinentální poháry | Kontinentální poháry | Kontinentální poháry        | Celkem | Celkem | Celkem | Celkem |
| Sezóna                | Klub                  | Soutěž                | Zápasy | Výhry | Remízy | Prohry | Umístění                    | Soutěž        | Zápasy        | Výhry         | Remízy        | Prohry        | Úspěch        | Soutěž               | Zápasy               | Výhry                | Remízy               | Prohry               | Úspěch                      | Zápasy | Výhry  | Remízy | Prohry |
| --------------------- | --------------------- | --------------------- | ------ | ----- | ------ | ------ | --------------------------- | ------------- | ------------- | ------------- | ------------- | ------------- | ------------- | -------------------- | -------------------- | -------------------- | -------------------- | -------------------- | --------------------------- | ------ | ------ | ------ | ------ |
| 1995/96               | Reggiana              | Serie B               | 38     | 16    | 13     | 9      | 3. místo (postup)           | IP            | 3             | 1             | 1             | 1             | -             | -                    | 0                    | 0                    | 0                    | 0                    | -                           | 41     | 17     | 14     | 10     |
| 1996/97               | Parma                 | Serie A               | 34     | 18    | 9      | 7      | Stříbrná medaile            | IP            | 1             | 0             | 0             | 1             | -             | PU                   | 2                    | 1                    | 0                    | 1                    | -                           | 37     | 19     | 9      | 9      |
| 1997/98               | Parma                 | Serie A               | 34     | 15    | 12     | 7      | 6. místo                    | IP            | 8             | 4             | 3             | 1             | Semifinále    | LM                   | 8                    | 4                    | 3                    | 1                    | Zákl. skupina               | 50     | 23     | 18     | 9      |
| Celkem za Parma       | Celkem za Parma       | Celkem za Parma       | 68     | 33    | 21     | 14     | -                           | -             | 9             | 4             | 3             | 2             | -             | -                    | 10                   | 5                    | 3                    | 2                    | -                           | 87     | 42     | 27     | 18     |
| 1998/99               | Juventus              | Serie A               | 14+2   | 8     | 3+2    | 3      | nastoupil v úno., 7. místo  | IP            | 0             | 0             | 0             | 0             | -             | LM                   | 4                    | 1                    | 2                    | 1                    | Semifinále                  | 20     | 9      | 7      | 4      |
| 1999/00               | Juventus              | Serie A               | 34     | 21    | 8      | 5      | Stříbrná medaile            | IP            | 4             | 3             | 0             | 1             | -             | Int.+PU              | 6+8                  | 3+5                  | 3+1                  | 0+2                  | + Osmifinále                | 52     | 32     | 12     | 8      |
| 2000/01               | Juventus              | Serie A               | 34     | 21    | 10     | 3      | Stříbrná medaile            | IP            | 2             | 0             | 1             | 1             | -             | LM                   | 6                    | 1                    | 3                    | 2                    | Zákl. skupina               | 42     | 22     | 14     | 6      |
| Celkem za Juventus    | Celkem za Juventus    | Celkem za Juventus    | 84     | 50    | 23     | 11     | -                           | -             | 6             | 3             | 1             | 2             | -             | -                    | 24                   | 10                   | 9                    | 5                    | -                           | 114    | 63     | 33     | 18     |
| 2001/02               | Milán                 | Serie A               | 25     | 10    | 10     | 5      | nastoupil v lis., 4. místo  | IP            | 6             | 3             | 2             | 1             | Semifinále    | PU                   | 8                    | 4                    | 1                    | 3                    | Semifinále                  | 39     | 17     | 13     | 9      |
| 2002/03               | Milán                 | Serie A               | 34     | 18    | 7      | 9      | Bronzová medaile            | IP            | 8             | 4             | 4             | 0             |               | LM                   | 19                   | 10                   | 4                    | 5                    |                             | 61     | 32     | 15     | 14     |
| 2003/04               | Milán                 | Serie A               | 34     | 25    | 7      | 2      |                             | IP+IS         | 6+1           | 4+0           | 0+0           | 2+1           | Semifinále    | LM+ES+IP             | 10+1+1               | 5+1+0                | 2+0+0                | 3+0+1                | + Čtvrtfinále               | 53     | 35     | 11     | 7      |
| 2004/05               | Milán                 | Serie A               | 38     | 23    | 10     | 5      | Stříbrná medaile            | IP+IS         | 4+1           | 3+1           | 0+0           | 1+0           |               | LM                   | 13                   | 9                    | 2                    | 2                    | Stříbrná medaile            | 56     | 36     | 12     | 8      |
| 2005/06               | Milán                 | Serie A               | 38     | 28    | 4      | 6      | Bronzová medaile            | IP            | 4             | 3             | 0             | 1             | -             | LM                   | 12                   | 5                    | 5                    | 2                    | Semifinále                  | 54     | 36     | 9      | 9      |
| 2006/07               | Milán                 | Serie A               | 38     | 19    | 12     | 7      | 4. místo                    | IP            | 6             | 3             | 1             | 2             | Semifinále    | LM                   | 15                   | 9                    | 3                    | 3                    |                             | 59     | 31     | 16     | 12     |
| 2007/08               | Milán                 | Serie A               | 38     | 18    | 10     | 10     | 5. místo                    | IP            | 2             | 0             | 1             | 1             | -             | LM+ES+MSK            | 8+1+2                | 4+1+2                | 2+0+0                | 2+0+0                | Osmifinále++                | 51     | 25     | 13     | 13     |
| 2008/09               | Milán                 | Serie A               | 38     | 22    | 8      | 8      | Bronzová medaile            | IP            | 1             | 0             | 0             | 1             | -             | PU                   | 8                    | 4                    | 4                    | 0                    | 3. kolo                     | 47     | 26     | 12     | 9      |
| Celkem za Milán       | Celkem za Milán       | Celkem za Milán       | 283    | 163   | 68     | 52     | -                           | -             | 39            | 21            | 9             | 9             | -             | -                    | 98                   | 54                   | 24                   | 20                   | -                           | 420    | 238    | 101    | 81     |
| 2009/10               | Chelsea               | Premier League        | 38     | 27    | 5      | 6      |                             | AP+ALP+AS     | 6+3+1         | 6+2+0         | 0+1+1         | 0+0+0         | +             | LM                   | 8                    | 4                    | 2                    | 2                    | Osmifinále                  | 56     | 39     | 9      | 8      |
| 2010/11               | Chelsea               | Premier League        | 38     | 21    | 8      | 9      | Stříbrná medaile            | AP+ALP+AS     | 3+1+1         | 1+0+0         | 2+0+0         | 0+1+1         | -             | LM                   | 10                   | 6                    | 1                    | 3                    | Čtvrtfinále                 | 53     | 28     | 11     | 14     |
| Celkem za Chelsea     | Celkem za Chelsea     | Celkem za Chelsea     | 76     | 48    | 13     | 15     | -                           | -             | 15            | 9             | 4             | 2             | -             | -                    | 18                   | 10                   | 3                    | 5                    | -                           | 109    | 67     | 20     | 22     |
| 2011/12               | PSG                   | Lique 1               | 19     | 11    | 6      | 2      | nastoupil v led.,           | FP            | 4             | 3             | 0             | 1             | -             | -                    | 0                    | 0                    | 0                    | 0                    | -                           | 23     | 14     | 6      | 3      |
| 2012/13               | PSG                   | Lique 1               | 38     | 25    | 8      | 5      |                             | FP+FLP        | 4+2           | 3+1           | 1+1           | 0+0           | -             | LM                   | 10                   | 6                    | 3                    | 1                    | Čtvrtfinále                 | 54     | 35     | 13     | 6      |
| Celkem za PSG         | Celkem za PSG         | Celkem za PSG         | 57     | 36    | 14     | 7      | -                           | -             | 10            | 7             | 2             | 1             | -             | -                    | 10                   | 6                    | 3                    | 1                    | -                           | 77     | 49     | 19     | 9      |
| 2013/14               | Real Madrid           | Primera División      | 38     | 27    | 6      | 5      | Bronzová medaile            | ŠP            | 9             | 8             | 1             | 0             | Zlatá medaile | LM                   | 13                   | 11                   | 1                    | 1                    |                             | 60     | 46     | 8      | 6      |
| 2014/15               | Real Madrid           | Primera División      | 38     | 30    | 2      | 6      | Stříbrná medaile            | ŠP+ŠS         | 4+2           | 2+0           | 1+1           | 1+1           | -             | LM+ES+MSK            | 12+1+2               | 8+1+2                | 2+0+0                | 2+0+0                | Semifinále++                | 59     | 43     | 6      | 10     |
| 2016/17               | Bayern                | Bundesliga            | 34     | 25    | 7      | 2      |                             | NP+NS         | 5+1           | 4+1           | 0+0           | 1+0           | Semifinále +  | LM                   | 10                   | 6                    | 0                    | 4                    | Čtvrtfinále                 | 50     | 36     | 7      | 7      |
| 2017/18               | Bayern                | Bundesliga            | 6      | 4     | 4      | 4      | propuštěn v zář.            | NP+NS         | 1+1           | 1+0           | 0+1           | 0+0           | Zlatá medaile | LM                   | 2                    | 1                    | 0                    | 1                    | -                           | 10     | 6      | 2      | 2      |
| Celkem za Bayern      | Celkem za Bayern      | Celkem za Bayern      | 40     | 29    | 8      | 3      | -                           | -             | 8             | 6             | 1             | 1             | -             | -                    | 12                   | 7                    | 0                    | 5                    | -                           | 60     | 42     | 9      | 9      |
| 2018/19               | Neapol                | Serie A               | 38     | 24    | 7      | 7      | Stříbrná medaile            | IP            | 2             | 1             | 0             | 1             | -             | LM+EL                | 6+6                  | 2+3                  | 3+0                  | 1+3                  | Zákl. skupina + Čtvrtfinále | 52     | 30     | 10     | 12     |
| 2019                  | Neapol                | Serie A               | 15     | 5     | 6      | 4      | propuštěn v pro.            | IP            | 0             | 0             | 0             | 0             | -             | LM                   | 6                    | 3                    | 3                    | 0                    | -                           | 21     | 8      | 9      | 4      |
| Celkem za Neapol      | Celkem za Neapol      | Celkem za Neapol      | 53     | 29    | 13     | 11     | -                           | -             | 2             | 1             | 0             | 1             | -             | -                    | 18                   | 8                    | 6                    | 4                    | -                           | 73     | 38     | 19     | 16     |
| 2019/20               | Everton               | Premier League        | 20     | 8     | 6      | 6      | nastoupil v pro., 12. místo | AP            | 1             | 0             | 0             | 1             | -             | -                    | 0                    | 0                    | 0                    | 0                    | -                           | 21     | 8      | 6      | 7      |
| 2020/21               | Everton               | Premier League        | 38     | 17    | 8      | 13     | 10. místo                   | AP+ALP        | 4+4           | 3+3           | 0+0           | 1+1           | -             | -                    | 0                    | 0                    | 0                    | 0                    | -                           | 46     | 23     | 8      | 15     |
| Celkem za Everton     | Celkem za Everton     | Celkem za Everton     | 58     | 25    | 14     | 19     | -                           | -             | 9             | 6             | 0             | 3             | -             | -                    | 0                    | 0                    | 0                    | 0                    | -                           | 67     | 31     | 14     | 22     |
| 2021/22               | Real Madrid           | Primera División      | 38     | 26    | 8      | 4      |                             | ŠP+ŠS         | 3+2           | 2+2           | 0+0           | 1+0           | - +           | LM                   | 13                   | 9                    | 0                    | 1                    |                             | 56     | 39     | 8      | 9      |
| 2022/23               | Real Madrid           | Primera División      | 38     | 24    | 6      | 8      | Stříbrná medaile            | ŠP+ŠS         | 6+2           | 5+0           | 0+1           | 1+1           | + -           | LM+ES+MSK            | 12+1+2               | 8+1+2                | 2+0+0                | 2+0+0                | Semifinále++                | 61     | 40     | 9      | 12     |
| 2023/24               | Real Madrid           | Primera División      | 38     | 29    | 8      | 1      |                             | ŠP+ŠS         | 2+2           | 1+2           | 0+0           | 1+0           | - +           | LM                   | 13                   | 9                    | 4                    | 0                    |                             | 55     | 41     | 12     | 2      |
| Celkem za Real Madrid | Celkem za Real Madrid | Celkem za Real Madrid | 190    | 136   | 30     | 24     | -                           | -             | 32            | 22            | 4             | 6             | -             | -                    | 69                   | 51                   | 9                    | 9                    | -                           | 291    | 209    | 43     | 39     |
| Celkově               | Celkově               | Celkově               | 795    | 470   | 183    | 142    | -                           | -             | 108           | 62            | 24            | 22            | -             | -                    | 218                  | 122                  | 51                   | 45                   | -                           | 1121   | 654    | 258    | 209    |

## Trenérské úspěchy
Juventus FC
- 1× Pohár Intertoto (1999)

AC Milán
- 1× vítěz italské ligy (2003/04)
- 2× vítěz italského poháru (2003)
- 1× vítěz italského superpoháru (2004)
- 2× vítěz Ligy mistrů (2002/03, 2006/07)
- 2× vítěz evropského superpoháru (2003, 2007)
- 1× vítěz mistrovství světa klubů (2007)

Chelsea FC
- 1× vítěz anglické ligy (2009/10)
- 1× vítěz anglického poháru (2010)
- 1× vítěz anglického superpoháru (2009)

Paris Saint-Germain
- 1× vítěz francouzské ligy (2012/13)

Real Madrid
- 2× vítěz španělské ligy (2021/22, 2023/24)
- 2× vítěz španělského poháru (2013/14, 2022/23)
- 2× vítěz španělského superpoháru (2022, 2023)
- 3× vítěz Ligy mistrů (2013/14, 2021/22, 2023/24)
- 2× vítěz evropského superpoháru (2014, 2022/23)
- 2× vítěz mistrovství světa klubů (2014, 2022/23)

FC Bayern Mnichov
- 1× vítěz německé ligy (2016/17)
- 2× vítěz německého superpoháru (2016, 2017)

### Individuální
- 2× nejlepší trenér Serie A (2001, 2004)
- 1× nejlepší trenér Lique 1 (2013)
- 1× nejlepší trenér Primera División (2015)
- 1× trenér roku UEFA (2003)
- 1× trenér roku podle ESM (2003)
- 1× trenér roku podle Globe Soccer Awards (2014)
- 2× trenér roku podle IFFHS (2007, 2014)
- 1× Národní cena Enza Bearzota (2014)

V roce 2014 byl uveden do Síně slávy italského fotbalu.